# Nagra
Nagra és una marca de magnetòfons portàtils professionals concebuts, a partir de 1950, per l'enginyer suís d'origen polonès Stefan Kudelski.

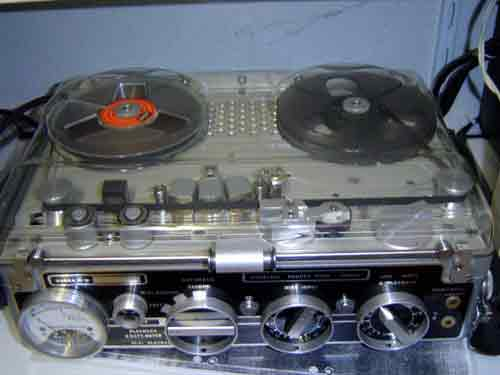
Nagra III

La paraula « nagra » significa « registre» en polonès.

## Història
El 1951, el Nagra I, amb tubs miniatura i rebobinat a maneta, va ser el primer magnetòfon de cinta magnètica d'un quart de polzada, de molt petites dimensions (30 x 18 x 10 cm) que va revolucionar l'enregistrament del reportatges radiofònics.
Nagra va pujar als cims més alts acompanyant una expedició a l'Everest i es va enfonsar en les profunditats oceàniques amb el batiscaf del professor Piccard
En Kudelski va millorar el seu primer disseny llançant l'any 1953 el Nagra II amb indicador de modulació, incorporant un motor elèctric autoregulat amb un muntatge sobre circuit imprès.
Entre 1953 i 1956 l'escriptor Suís Nicolas Bouvier va viatjar des dels Balcans a l'Índia en companyia del pintor Thierry Vernet, portant el Nagra personal de Stefan Kudelski, un prototip llavors encara fabricat de forma artesanal. Les cintes gravades en aquest viatge no serien explotades fins 50 anys més tard, revelant una qualitat excepcional.
El 1958, va sortir el Nagra III, totalment transistoritzat. Per primera vegada, un aparell de 5 quilos, alimentat per piles, va igualar la qualitat dels pesats magnetòfons d'estudi. Totalment fiable, molt robust, construït amb els millors components, el Nagra III va ser adoptat pels enginyers de so del món sencer, tant a la ràdio com a la televisió i al cinema, llançat a la fama amb la pel·lícula Blow Out. Gràcies al seu poc pes, aliat a la càmera de 16 mm Éclair 16, va permetre al cinema baixar al carrer, com ho van fer sobretot els realitzadors de la Nouvelle vague. A partir d'aquell moment, « Nagra » va ser sinònim de magnetòfon portàtil.

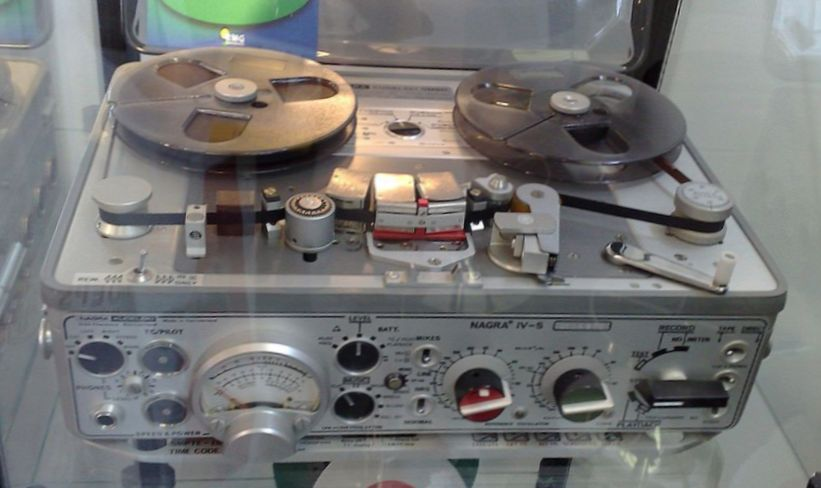
Nagra IV-

A partir de 1962, un sistema de regulació, el Neopilot, va permetre regular la velocitat de la cinta mitjançant un quars, fet que va assegurar una perfecta sincronització amb una càmera.
El Nagra SN (SN sigles de Sèrie Negra), va sorgir d'un encàrrec especial de la CIA, quedant disponible per als professionals el 1965. Aquest magnetòfon, va esdevenir famós en ser emprat a la sèrie Missió impossible, és un magnetòfon monofònic de cinta completa regulat per quars, discret i lleuger, utilitzat durant molt de temps per als enregistraments analògics en entorns teatrals o per les empreses de vigilància.
El Nagra IV, dotat de nombroses millores tècniques, tres entrades de micròfon i un limitador, va aparèixer el 1969 i molt poc després es va convertir en el Nagra 4.2. El 1971, va ser l'any d'arribada del Nagra IV-S (S per stéréo), que grava sobre dues pistes. Va ser concebut per a l'enregistrament musical d'alta qualitat, així com per a les aplicacions de cinema, ràdio i televisió. El 1984, se li va afegir el codi de temps SMPTE (timecode), convertint-lo en el Nagra IV-STC.
El 1992, Kudelski va presentar el Nagra-D, un magnetòfon digital de quatre pistes sobre cinta magnètica. Poc després, el 1995, el va acompanyar el magnetòfon digital portàtil Ares de dues pistes sobre targeta PCMCIA o CompactFlash.

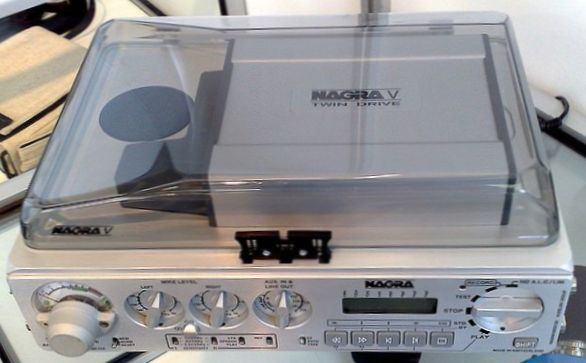
Nagra V

El 2001, l'empresa suïssa va presentar el Nagra V que va reprendre el xassís de l'Ares, sent un magnetòfon digital controlat per ordinador. Al principi gravava sobre cartutxos CastleRock després es va triar el disc dur com a suport d'enregistrament, que podia ser extraïble o intern. Aquest magnetòfon estereofònic tenia una capacitat d'enregistrament molt alta; l'autonomia de les seves bateries era de més d'un dia.
El 2008, Nagra va llançar el Nagra VI, un magnetòfon digital evolutiu de 8 pistes sobre disc dur (6 entrades analògiques i 2 digitals AES) i també sobre targeta CompactFlash.
El 2009, es va presentar el Nagra LB com successor de l'Ares-C i Ares-BB. Desenvolupat per a ser usat pels periodistes, va prendre la plantilla de l'Ares-BB, però amb la caixa d'acer i les característiques de l'Ares-C, incloent versions modernitzades de les funcions de comunicacions (Ethernet, Bluetooth, USB) i amb la placa de muntatge a la part superior. El Nagra LB és un magnetòfon digital compacte amb dues pistes de gravació amb targeta CompactFlash, perifèrics USB i memòria interna de dos gigabytes.